# Liste von Soulbands
Dies ist eine alphabetische Liste von Soulbands, die seit den 1960er Jahren zumindest in der internationalen Fangemeinde Anerkennung erlangt oder die Entwicklung des Genres beeinflusst haben. Der Begriff Soul ist hier in weitem Sinne zu verstehen. Es werden Bands aller Spielarten vom „klassischen“ US-Soul über Funk, Northern Soul, Disco, 80s Boogie über Mischformen wie Disco-Funk, Fusion oder Jazzfunk bis hin zu lokal entstandenen prägnanten Spielarten wie Euro-Funk und Italo-Funk gelistet.

## 0–9
3 Pieces -
7th Wonder -
9.9 -
9th Creation -
13th floor -
21st Century -
21st Creation -
52nd Street -
100 % Pure Poison

## A
A Taste of Honey -
AB’s -
ABC -
Active Force -
ADC Band -
Advance -
Africa Bambaataa -
African Music Machine -
Afrique -
Afterbach -
Al Hudson & The Soul Partners -
Aleem -
Allspice -
AM-FM -
Amra -
Amuzement Park -
Anglo Saxon Brown -
Aquarian Dream -
Archie Bell & the Drells -
Arlana -
Armed Gang -
Arnie’s Love -
Asphalt Jungle -
Atkins -
Atlantic Starr -
Atlantis -
Atmosfear -
Aurra -
Autumn -
Avenue Boogie Band -
Average White Band -
Azymuth

## B
B11 & the Soulcats -
B&G Rhythm -
B.B.C.S. & A -
B.Baker Chocolate Co. -
Baby Brother -
Banda Black Rio -
Band AKA -
Bang Gang -
Bar-Kays -
B.B. & Q. Band -
Beginning of the End -
Bill Summers & Summers Heat -
Billie Foster & Audio -
Black Heat -
Black Ice -
Blackbyrds -
Blacknuss -
Black Ivory -
Black White & Co. -
Blair -
Bliss -
Bloodstone -
BLT -
Blue Feather -
Bluesblasters -
Bob Marley & the Wailers -
Boeing -
Bombers -
Boney M. -
Boobie Knight & Soulciety -
Booker T. & the M.G.’s -
Bootsy’s Rubber Band -
Boppers -
Brainstorm -
Brass Construction -
Break Machine -
Breakwater -
Brick -
Brides of Funkenstein -
Bridge -
Brighter Side Of Darkness -
Broomfield -
Brothers Johnson -
Brother To Brother -
B. T. Express -
Bugatti & Musker -
Bad Girls -
By All Means

## C
Ca$hflow -
Cameo -
Cargo -
Cashmere -
Casiopea -
Catch -
Caviar -
C-Brand -
Chakachas -
Chameleon -
Change -
Chapter 8 -
Charades -
Charisma -
Charme -
Chazz -
Cheri -
Chew -
Chic -
Chicago -
Chicago Gangsters -
Chi-Lites -
Chimes -
Chocolate Jam Co. -
Chocolate Milk -
Circle City Band -
Citispeak -
Cloud One -
Club House -
Coco du Jour -
Coffee -
Cold Fire -
Collins & Collins -
Colorblind -
Colors -
Columbus Circle -
Commodores -
Con Funk Shun -
Conquest -
Contact -
Controllers -
Conversion -
Convertion -
Cool Runners -
Cornelius Brothers & Sister Rose -
Count Coolout -
Counts -
Creative Source -
Cream De Coco -
Creations -
Creme D’Cocoa -
Crowd Pleasers -
Crown Heights Affair -
Crusaders -
Crystal Winds -
Cymande

## D
D Train -
Daryl Hall & John Oates -
Dayton -
Dazz Band -
Dazzle -
De De -
Deco -
Delegation -
Delfonics -
Delight -
Dells -
Direct Current -
Doobie Brothers -
Double Exposure -
Dr. Hook & the Medicine Show -
Dramatics -
Dream Machine -
Drizabone -
Dunn & Bruce Street -
Dynasty

## E
Earth, Wind and Fire -
Ebony Rhythm Funk Campaign -
Ecstasy -
Ecstasy, Passion & Pain -
electra -
Elite -
Elusion -
Emotions -
Empress -
Enchantment -
Engian -
Eramus Hall -
Escorts -
Extraordinary Scroggins Girls -
Essence III -
Evasions -
Everlife -
Executive -
Exodus -
Extrol

## F
F.A.T. -
Fantastic Aleems -
Fat Larry’s Band -
Fatback -
Fatburger -
Faze-O -
Feel -
Ferrari -
FF. Yellowhand -
Final Edition -
Firefly -
First Choice -
First Light -
First Love -
Five Special -
Floaters -
Foreal People -
Forecast -
Forrrce -
Four Tops -
Frank Hooker & Positive People -
Frantique -
Fred Wesley & the Horny Horns -
Fredi Grace & Rhinstone -
Free Expression -
Freedom -
Freedom Express -
Freeez -
Fresh Band -
Full Force -
Funkadelic -
Funn -
Funk Deluxe -
Funk Masters -
Funkacise Gang -
Funkestra -
Future Flight -
Futures

## G
Galaxxy -
Gangsters -
Gang’s Back -
GAP Band -
Gary Toms Empire -
Gary’s Gang -
Gemini -
Gents -
Gibson Brothers -
Gift Of Dreams -
Gladys Knight & the Pips -
Glass -
Glen Adams Affair -
Glory -
Gonzalez -
Goodie -
G.Q. -
Graham Central Station -
Grandmaster Flash & the Furious Five -
Grey & Hanks -
Gunchback Boogie Band

## H
Harlem River Drive -
Harlem Underground -
Harold Melvin and the Blue Notes -
Hawkeye -
The Headhunters -
Heat -
Heath Brothers -
Heatwave -
Heaven & Earth -
Henderson & Whitfield -
Herman Kelly & Life -
Hi Rhythm -
Hidden Strength -
Hi-Five -
High Fashion -
Hi-Gloss -
Hipnotic -
Hiroshima -
Hodges, James & Smith -
HollyGrove -
Horne Section -
Hot Bush -
Hot Chocolate -
Hot Cuisine -
Hot Quisine -
Hot Streak -
Houston -
Human Body -
Hunt’s Determination

## I
I.N.D. -
Imagination -
Impressions -
Incredible Bongo Band -
Indeep -
Ingram -
Inner Life -
Instant Funk -
Intrigue -
Invisible Man’s Band -
Isley Brothers -
Isley Jasper Isley

## J
J.R. Funk & The Love Machine -
Jackson Sisters -
Jackson 5 -
Jacksons -
Jagg -
Jahmilla -
Jammers -
Jazzy The Band -
JB’s -
Jewel -
Jimmy Castor Bunch -
John Davis & Monster Orchestra -
Jones Girls -
Joneses -
Jongo Trio -
Joy -
Juicy -
Julia & Company

## K
KC and the Sunshine Band -
K.I.D. -
Kano -
Karisma -
Karma -
Katie’s Finest -
Kay Gee’s -
Kazu Matsui Project -
Khemistry -
Kid Creole & the Coconuts -
Kinesis -
Kinky Foxx -
Kinsman Dazz -
Kitty & The Haywoods -
Klaps -
Klassique -
Kleeer -
Kocky -
Komiko -
Konk -
Kool & the Gang -
Kopper -
Kreamcicle -
Krystol -
Kwick

## L
L.A. Boppers -
L.A. Connection -
L.S. Movement Band -
L.T.D. -
Lace -
La Famille -
La Voyage -
Lakeside -
Lanier & Co. -
Lax -
Le Pamplemousse -
Legacy -
Lemelle -
Leo’s Sunship -
Les Femmes -
Libra -
Light Of The World -
Lightnin’ Rod -
Limit -
Linx -
Little Benny And The Masters -
Live Band -
Logg -
Loose Ends -
Louisiana Purchase -
Love Club -
Love Committee -
Love Unlimited -
Love Unlimited Orchestra -
Loveship -
Lowrell

## M
Maceo & All The Kings Men -
Maceo & The Macks -
Madagascar -
Maggabrain -
Magic Lady -
Magnum -
Magnum Force -
Mahogany -
Mai Tai -
Main Ingredient -
Majik -
Malemen -
Mammatapee -
Mandrill -
Manhattans -
Mantra -
Manzel -
Mary Jane Girls -
Marz -
Mass Production -
Master Jam -
Mastermind -
Masterpiece -
Masurrati -
Material -
Matt Bianco -
Maxx Traxx -
Maze -
MCB -
McCrarys -
Merge -
Meters -
Mezzoforte -
MFSB -
Miami -
Michigan Avenue -
Midas Touch -
Mighty Fire -
Mink -
Mikki -
Monster Orchestra -
Montana Orchestra -
Morgan -
Motivation -
Mtume -
Musique -
Mynk -
Mystic Merlin -
Mystique

## N
N.C.C.U. -
N.Y.C. Peech Boys -
Natural Four -
Network -
New Birth -
New Horizons -
New Jersey Connection -
New York Express -
Newban -
Next Movement -
Nice -
Nick Straker Band -
Night Force -
Night People -
Nimbiss -
Ninth Creation -
Niteflyte -
Nite-Liters -
Not James Player -
Numonics

## O
O’Jays -
Odyssey -
Ohio Players -
Ollie Baba -
Olympic Runners -
Omni -
One On One -
One Way -
Oneness Of Juju -
Opus Seven -
Orange Krush -
Osiris -
Overnight Band -
Oxygen -
Ozone

## P
Pages -
Pam Todd & Love Exchange -
Parlet -
Parliament -
Pasadenas -
Passage -
Passion -
Paul Simpson Connection -
Pazant Bros. & Beaufort Express -
Pee Wee -
Peech Boys -
Peoples Choice -
Peter Jaques Band -
Phenomenal -
Philly Cream -
Phoenix -
Phyrework -
Pieces Of A Dream -
Pied Piper Of Funkingham -
Platinum Hook -
Players Association -
Pleasure -
Plush -
Pockets -
Politicians -
Portable Patrol -
Positive Express -
Positive Force -
Poussez -
Power -
Prestige -
Pretty Boys -
Prime Time -
Pucho & The Latin Soul Brothers -
Pure Energy -
Pure Gold -
Puff -
Push

## Q
Quazar -
Q.T.

## R
R.J.’s Latest Arrival -
Rad. -
Radiance -
Rainbow Brown -
Rainbow Team -
Ramp -
Rare Earth -
Rare Essence -
Raw Silk -
Ray Parker, Jr. & Raydio -
Ray, Goodman & Brown -
Raymun -
Ready for the World -
Real Thing -
Reason To Live -
Redd Hott -
Reddings -
Redskins -
Reg Mundy Band -
Reggie Griffin & Technofunk -
Rene & Angela -
Revelation -
The Revolution -
Rhyze -
Rimshots -
Ripple -
Ritchie Family -
Ritz -
Robert Winters & Fall -
Rocket -
Ronnie Hudson & The Street People -
Rose Royce -
Roundtree -
Royal Flush -
Rufus

## S
S.O.S. Band -
Sa’bata -
Sade -
Salsoul Orchestra -
Santana -
Sargeant & Malone -
Sass -
Satin Dream -
Scandal -
Scheer Music -
Sea Level -
Search -
Seawind -
Second Image -
Secret Weapon -
Selection -
Service -
Shabazz -
Shades Of Love -
Sergio Mendes & Brasil ’77 -
Shadow -
Shakatak -
Shalamar -
Ship Of The Desert -
Shock -
Side Effect -
Silver Platinum -
Silver, Platinum & Gold -
Simon & Mc Queen -
Sinnamon -
Sir Joe Quarterman & Free Soul -
Sister Sledge -
Sisters Love -
Skool Boyz -
Skull Snaps -
Sky Trane -
Skyy -
Slave -
Sly & the Family Stone -
Slyck -
Smithcox Organization -
Smoke -
So-Be-It -
Söhne Mannheims -
Softones -
Solomon Burke -
Som Tres -
Soul -
Soularia -
Soul Dukes -
Soulmatic -
Soul Children -
Soul Searchers -
South Shore Commission -
Southroad Connection -
Spaces -
Spargo -
Sparque -
Special Delivery -
Speck & The P.O.F. Band -
Spice -
The Spinners -
Spirit Of Atlanta -
Spunk -
Stairsteps -
Starbox -
Starfire -
Stargaze -
Starpoint -
Starr -
Starship Orchestra -
Starvue -
State Of Grace -
Status IV -
Steven & Sterling -
Stone -
Stop -
Strangers -
Strike One -
Strikers -
Stylistics -
Sugar Hill Gang -
Sugarfoot -
Sun -
Sunfire -
Sunrize -
Superior Elevation -
Superior Movement -
Surface -
Sweat Band -
Sweet Thunder -
Sylvers -
Symba -
Symeron -
Sypher -
System

## T
Tamba Trio -
Taste of Honey -
Tavares -
T-Connection -
Tease -
Tempest Trio -
Temptations -
The Blow Monkeys -
The Bluesblasters -
The Sugarman Three -
Third World -
Three Million -
Thrust -
Thunderflash -
The Time (Band) -
T-Life -
Toba -
Today, Tomorrow, Forever -
Tok Tok Tok -
Tom Tom Club -
Tomorrow’s Edition -
Tony Aiken & Future 2000 -
Tony Cook & The Party People -
Touché -
Tourist -
Tower of Power -
Townsend, Townsend, Townsend & Rogers -
Trama -
The Trammps -
Trance -
Tranzit -
Trilark -
Triple S Connection -
Trouble Funk -
Trussel -
TTF -
Twennynine with Lenny White -
Twilight 22 -
Two Sisters -
TZ

## U
U.S. Import -
Ubiquity -
UK Players -
Ultra Naté -
Undisputed Truth -
Unique -
Unity -
Universal Robot Band -
Unlimited Touch

## V
Valentine Brothers -
Vaughan Mason & Crew -
Voices Of East Harlem -
Vin Zee -
Visual

## W
W.A.G.B. Band -
Waldo -
War -
Warp 9 -
Wax -
Weeks & Co. -
West Phillips -
West Street Mob -
Wet Wet Wet -
Wham! -
Whatnauts -
Wickett -
The Whispers -
Whodini -
Wild Magnolias -
Wild Sugar
((Windjammer)) -
Winners -
The Winstons -
Wish -
Wizard -
Wizzdom -
Wood Brass & Steel -
Woods Empire -
World Premiere -
Wuf Ticket -
Wynd Chymes

## Y
Yarbrough & Peoples -
Yates Brothers & Sisters -
Yellowjackets -
Young & Company -
Young Holt Trio -
Young-Holt Unlimited -
The Rascals

## Z
Zafra Bros. -
Zalmac -
Zapp -
Ze-Brass -
Zinc -
Zinga -
Zingara -
Zoom